# Планета обезьян (роман)
«Плане́та обезья́н» (фр. La Planète des singes) — научно-фантастический социально-сатирический роман французского писателя Пьера Буля.

## Сюжет
Действие романа происходит в далёком будущем (XXVI веке н. э.), когда межпланетные и межзвёздные перелёты стали обычным делом.

### Часть первая
Парочка «богатых бездельников» Джинн и Филлис, путешествуя в космосе, находят бутылку с посланием от некоего Улисса Меру с грозным предостережением на «Земном языке». Журналист Улисс Меру рассказывает об экспедиции космического корабля к звезде Бетельгейзе под руководством профессора  Антеля.
Прибыв к намеченному пункту путешествия, экипаж высаживается на планету Сорора (лат. Сестра), удивительно похожую на Землю. На Сороре путешественники встречают прекрасную девушку, которой дают имя Нова, а затем и племя совершенно диких людей, не знающих ни языка, ни одежды, ни жилищ, ни орудий. Вскоре эти дикари нападают на членов экспедиции, разрывают в клочья их одежду, портят снаряжение, а путешествовавшего с ними шимпанзе убивают. После этого членам группы не остаётся ничего другого, как следовать за стаей дикарей.
На утро следующего дня всё племя вместе с экспедиционной группой попало в засаду. Разумные и коварные гориллы организовали облаву на людей. Во время облавы один из членов экспедиции, молодой физик Артур Левэн, погибает, а Улисс Меру попадает в плен.
Улисса вместе с группой других людей определили в «Институт высшей физиологии». Там ему, как разумному существу, удалось привлечь внимание к своей персоне, добиться расположения заведующей отделением шимпанзе Зиры. Для изучения брачного поведения людей их селят в клетки по парам и к Улиссу, к его радости, подселяют Нову.

### Часть вторая
Улисс смог объяснить Зире, кто он и откуда. Улисс изучает язык обезьян, и между ним и Зирой завязывается искренняя дружба. Улисс изучает жизнь на Сороре и быт обезьяньей цивилизации. Зира познакомила Улисса со своим женихом Корнелием, также учёным. Вместе они разработали план, как освободить Улисса из плена. При этом шимпанзе не раскрывали окружающим истинную суть Улисса, чтобы не навлечь неприятностей со стороны обезьяннего сообщества и, прежде всего, руководителя института консервативного орангутана Зайуса. Для всех, кроме Зиры и Корнелия, Улисс был обычным диким человеком Сороры, правда, более способным, чем остальные.
Однажды, прогуливаясь с Зирой, Улисс обнаружил в зоопарке профессора Антеля, который сидел в клетке вместе с другими людьми и клянчил подачки у зрителей. Профессор совершенно деградировал, разучился говорить и даже не узнал Улисса, когда тот пытался заговорить с ним.
Улисс, как человек, демонстрирующий выдающиеся способности, был приведён на ежегодный конгресс учёных, где должен был продемонстрировать различные трюки и выполнить тесты на сообразительность. Вместо этого Улисс выступил с заранее подготовленной речью, в которой рассказал, кто он и откуда. Речь произвела фурор. В результате Большой Совет Сороры принял решение освободить Улисса. Он поселился в университетском городке.

### Часть третья
В третьей части романа Улисс живёт в столице планетарного государства Сороры на правах равноправного гражданина. Его деятельность связана с помощью в научной работе Зиры и Корнелия. Улисс всё больше и лучше знакомится с культурой, искусством и историей цивилизации обезьян. Ему становится известно, что на Сороре 10 000 лет назад, ещё до появления цивилизации обезьян, существовала высокоразвитая цивилизация людей. Однако она пришла в упадок, в то время как обезьяны, подражающие человеческим привычкам и обычаям, развивались всё сильнее, пока не заняли место своих недавних хозяев.
Когда у Новы рождается сын от Улисса, над ним и его семьёй нависает страшная угроза. С помощью Зиры и Корнелия им всё же удаётся покинуть планету Сорора и вернуться на космический корабль, который всё это время находился на орбите планеты. Во время полёта к Земле Нова вместе со своим сыном Сириусом учится разговаривать. В соответствии с теорией релятивистского замедления времени, когда Улисс возвратился на Землю, прошло уже 800 лет.
Однако, когда путешественники оказываются на Земле, выясняется, что здесь, как и на Сороре, власть захватили обезьяны.
Заканчивается роман тем, что Филлис и Джинн — шимпанзе-путешественники, прочитав послание Улисса Меру, не могут поверить в написанное, так как никаких разумных людей им нигде не приходилось видеть.

## Список персонажей
- Джинн и Филлис — космические туристы, путешествующие на собственном корабле-яхте;
- Улисс Меру — молодой начинающий журналист, которого пригласил профессор Антель принять участие в экспедиции до Бетельгейзе;
- Антель — богатый энтузиаст, профессор, снарядивший за свой счёт двухлетнюю космическую экспедицию с планеты Земля до Сороры;
- Артур Левэн — это помощник и ученик профессора Антеля, молодой физик;
- Нова — молодая женщина (человек-дикарь), одна из обитателей планеты Сорора;
- Зира — молодая самка шимпанзе, учёный, врач, одна из обитателей планеты Сорора;
- Зайус — пожилой орангутан, высокопоставленный и уважаемый учёный, один из обитателей планеты Сорора;
- Корнелий — шимпанзе, учёный-академик, жених Зиры, один из обитателей планеты Сорора.

## Экранизации
- «Планета обезьян» — научно-фантастический фильм, снятый режиссёром Франклином Шеффнером в 1968 году
- «Под планетой обезьян» — сиквел фильма 1968 года, снятый режиссёром Тедом Постом в 1970 году
- «Бегство с планеты обезьян» — триквел фильма 1968 года, снятый режиссёром Доном Тейлором в 1971 году
- «Завоевание планеты обезьян» — квадриквел фильма 1968 года, снятый режиссёром Джей Ли Томпсоном в 1972 году
- «Битва за планету обезьян» — пятый и последний фильм цикла, снятый режиссёром Джей Ли Томпсоном в 1973 году
- «Планета обезьян» — ремейк одноимённого фильма 1968 года, снятый режиссёром Тимом Бёртоном в 2001 году
- «Восстание планеты обезьян» — перезапуск оригинального цикла фильмов «Планета обезьян», снятый режиссёром Рупертом Уайтом в 2011 году
- «Планета обезьян: Революция» — сиквел фильма 2011 года, снятый режиссёром Мэттом Ривзом в 2014 году
- «Планета обезьян: Война» — триквел фильма 2011 года, снятый режиссёром Мэттом Ривзом в 2017 году
- «Планета обезьян: Новое царство» — квадриквел фильма 2011 года, снятый режиссёром Уэсом Боллом в 2024 году.